# Roger Holeindre

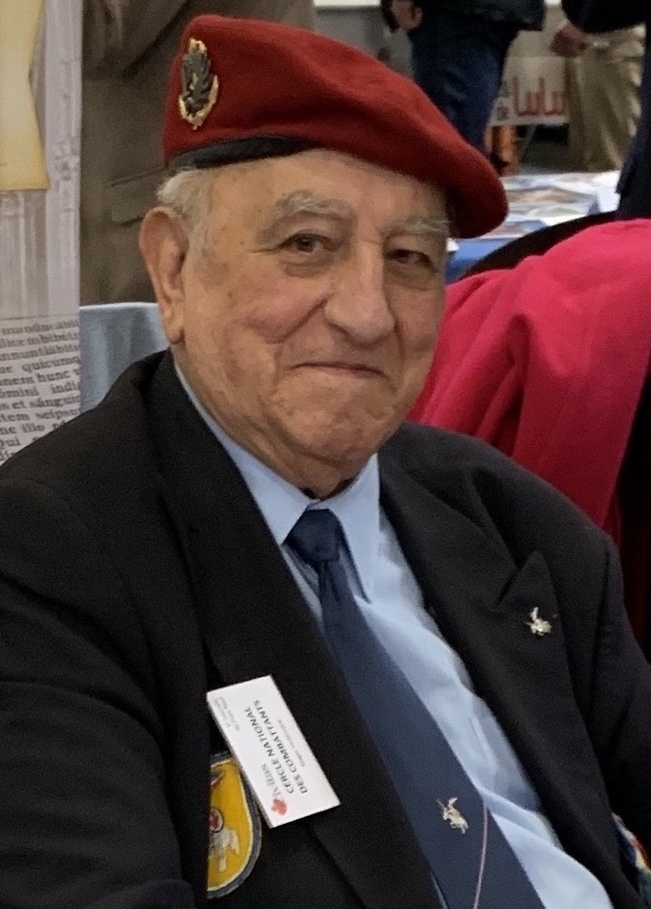

Roger Holeindre (Corrano, 21 maart 1929 - Vaucresson, 30 januari 2020) was een Frans journalist en politicus. Hij was een van de oprichters van het Front National.

## Militaire carrière
Aan het einde van de Tweede Wereldoorlog engageerde Holeindre zich in het verzet. Als vijftienjarige stal hij twee Duitse mitrailleurs uit een munitietrein. Daarna diende hij in het Franse leger als parachutist, eerst in Indo-China en daarna in Algerije. Wegens bewezen moed tijdens commando-operaties in deze koloniale oorlogen kreeg hij verschillende militaire eretekens. Nadat hij het leger had verlaten richtte Holeindre een eigen vereniging van oud-strijders op.

## Anticommunist
Holeindre was een overtuigd anticommunist en zag in de onafhankelijkheidsoorlogen de hand van Moskou. Hij engageerde zich in de OAS (Organisation de l'Armée secrète) in zijn strijd tegen de onafhankelijkheid van Algerije. Wegens zijn deelname aan verschillende aanslagen werd Holeindre tot vier jaar gevangenisstraf veroordeeld. Na zijn vrijlating startte hij een restaurant in Parijs en engageerde zich ook politiek. In 1965 steunde hij de presidentscampagne van de rechtse kandidaat Jean-Louis Tixier-Vignancour en schreef hij ook stukken voor Le Figaro en Paris-Match. Hij vergaf het president De Gaulle niet dat hij had ingestemd met de Algerijnse onafhankelijkheid. Naast de belangen van de pieds-noirs, verdedigde hij ook de belangen van de Zuid-Vietnamezen tijdens de Vietnamoorlog.

## Front National
Holeindre stond in 1972 mee aan de wieg van het Front National (FN). In 1986 werd hij als parlementslid voor het FN verkozen in de Franse Assemblée Nationale. Hij zetelde er tot 1988. Nadat Marine Le Pen de leiding over de partij overnam in 2011 vertrok Holeindre als trouwe aanhanger van Jean-Marie Le Pen. Hij sloot zich aan bij de dissidente beweging Parti de la France. Hij overleed in 2020 aan een hartaanval.
- Bibliothèque nationale de France: cb11907656t (data)
- Gemeinsame Normdatei: 122857879
- International Standard Name Identifier: 0000 0000 3110 9958
- Library of Congress Control Number: n79110006
- Nationale Bibliotheek van Israël: 987007262714205171
- Nederlandse Thesaurus van Auteursnamen: 068069073
- Système universitaire de documentation: 026923688
- Virtual International Authority File: 39378511
- WorldCat: E39PBJxGTjqq7jMwVw3hvkhGpP